# سپاه ثارالله کرمان

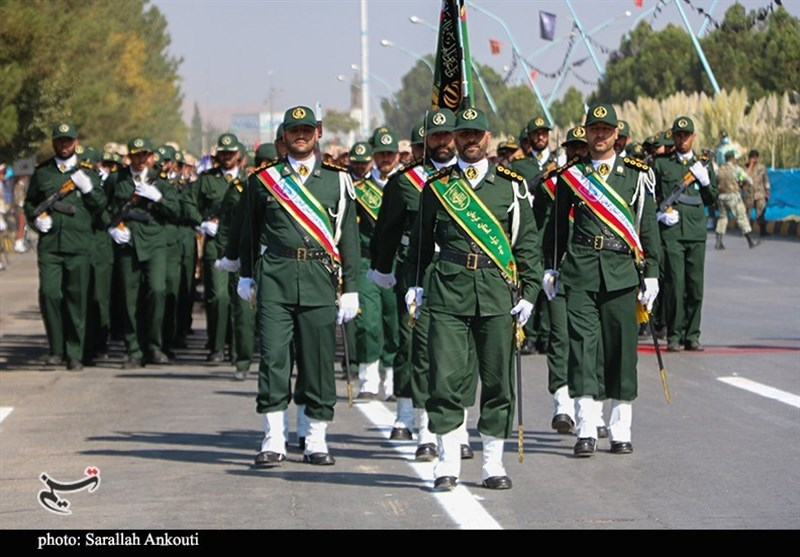
رژه نیروهای سپاه ثارالله کرمان به‌مناسبت سالگرد جنگ ایران و عراق در سال ۱۴۰۱، کرمان

سپاه ثارالله کرمان یگان نظامی-امنیتی و از سپاه‌های استانی زیرمجموعه سپاه پاسداران انقلاب اسلامی است، که ستاد فرماندهی آن در شهر کرمان مستقر می‌باشد و وظیفه فرماندهی و کنترل کلیه یگان‌های سپاه و بسیج مستقر در استان کرمان را برعهده دارد. مهم‌ترین یگان‌های زیرمجموعه این سپاه، لشکر ۴۱ ثارالله، تیپ ۳۸ مکانیزه ذوالفقار و گروه ۶۵ توپخانه صاعقه رفسنجان از نیروی زمینی سپاه می‌باشد، همچنین دارای ۲۳ سپاه ناحیه‌ای (نواحی بسیج شهرستان‌های استان) همچون سپاه کرمان، سپاه بم، سپاه رفسنجان، سپاه سیرجان، سپاه جیرفت، سپاه زرند، سپاه شهربابک و سپاه کهنوج است. در حال حاضر سرتیپ‌دوم پاسدار محمدعلی نظری فرماندهی سپاه ثارالله کرمان را برعهده دارد و سرتیپ‌دوم پاسدار ناصر بهروز به‌عنوان جانشین فرمانده این سپاه فعالیت می‌کند.